# Juan Ponce de León (m. 1367)
Juan Ponce de León (m. Sevilla, 1367), fue un ricohombre castellano de la familia Ponce de León, hijo de Pedro Ponce de León el Viejo, V señor de Marchena y de Bailén, y de Beatriz de Jérica y tataranieto del rey Jaime I de Aragón y Teresa Gil de Vidaure.
Fue VI señor de Marchena, Bailén, Rota, Mairena del Alcor, Bornos y Oliva de la Frontera, y en 1367 fue ejecutado en Sevilla por orden del rey Pedro I de Castilla.

## Orígenes familiares
Fue hijo de Pedro Ponce de León el Viejo y de Beatriz de Jérica. Por parte paterna era nieto de Fernando Ponce de León, IV señor de Marchena, y de Isabel de Guzmán, señora de Chipiona y de Rota, y por parte materna era nieto de Jaime de Jérica, barón de Jérica, y Beatriz de Lauria.
Fue hermano, entre otros, de Pedro Ponce de León, VII señor de Marchena, de María Ponce de León, que contrajo matrimonio con Álvar Pérez de Castro, I conde de Arraiolos, I conde de Viana da Foz do Lima y I condestable de Portugal, y de Beatriz Ponce de León, amante de su pariente el rey Enrique II de Castilla.

## Biografía
Se desconoce su fecha de nacimiento. Su padre fue VI señor de Marchena, Bailén, Rota, Mairena del Alcor, Bornos y Oliva de la Frontera y caballero de la Orden de la Banda. Y a la muerte de su padre, ocurrida en 1352, Juan Ponce de León heredó el señorío de Marchena y el resto de las posesiones paternas, aunque el periodo en que ocupó la jefatura de su familia coincidió con la primera guerra civil castellana, en la que se enfrentaron Pedro I de Castilla y su hermanastro, Enrique de Trastámara, que llegaría a reinar como Enrique II de Castilla.
En abril de 1357, según consta en la Crónica del rey Don Pedro, las tropas del concejo de la ciudad de Sevilla, a las órdenes de Juan Ponce de León y del almirante mayor de la mar Egidio Boccanegra, junto con las de otros caballeros y vasallos del rey, derrotaron a Juan de la Cerda y a sus acompañantes, que se habían rebelado contra Pedro I, en una batalla librada en las cercanías de una ribera llamada Candón, situada entre los municipios onubenses de Beas y Trigueros. Juan de la Cerda fue apresado y posteriormente conducido a Sevilla, donde sería ejecutado poco después por orden de Pedro I, y el historiador Luis Vicente Díaz Martín señaló que esa batalla fue el primer enfrentamiento entre los Ponce de León y los miembros de la familia Guzmán, que se convertirían en «crónicos en la centuria siguiente».

El historiador Rafael Sánchez Saus señaló que Juan Ponce se vio obligado a empeñar su señorío de Mairena y a hipotecar el de Rota, y también hay constancia de que durante su etapa como jefe de su familia pleiteo con su madre, Beatriz de Lauria, por causa de las rentas derivadas del señorío de Marchena, ya que ella alegaba tener derecho a ellas después de que su difunto marido las hubiera empeñado como aval de las arras matrimoniales que aquel debía entregarle y que nunca fueron abonadas. No obstante, Beatriz de Lauria obtuvo de rey Pedro I diversas cartas dirigidas al concejo de Marchena para que le entregasen a ella esas rentas, aunque su hijo Juan continuó embargándoselas «sistemáticamente», según afirmó el historiador Juan Luis Carriazo Rubio.

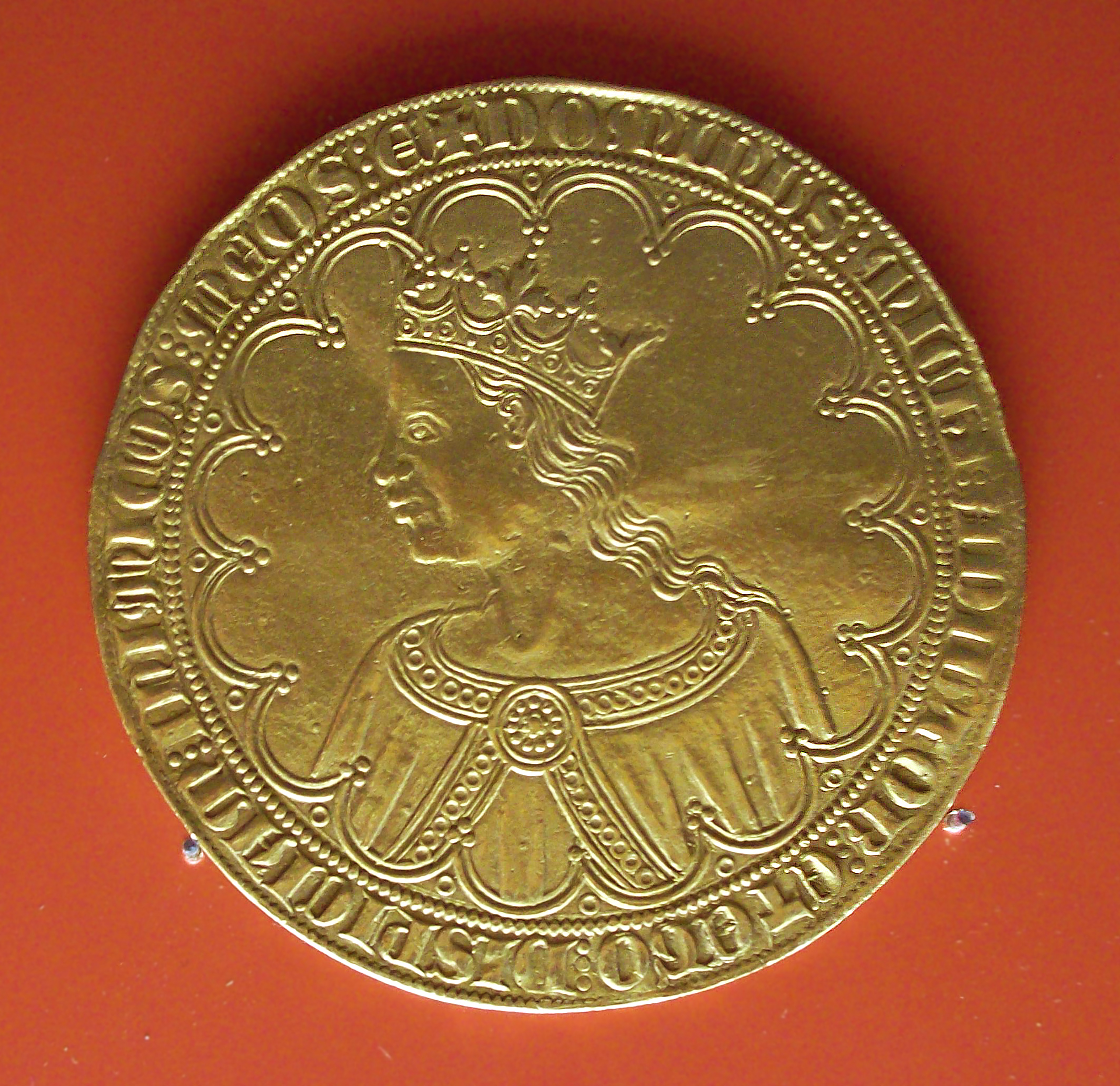
Gran dobla o dobla de a diez de Pedro I de Castilla, hijo y sucesor de Alfonso XI, acuñada en Sevilla en 1360. (M.A.N., Madrid).

El 14 de junio de 1357 Juan Ponce y su madre alcanzaron un acuerdo sobre la posesión de Marchena y de sus rentas, y quedó establecido que ella renunciaría a todo ello en favor de su hijo Juan y de sus legítimos descendientes, aunque si este último fallecía sin haberlos tenido, Marchena pasaría a poder de su madre. Y a cambio de la renuncia de esta última a Marchena su hijo se comprometió a entregarle 15.000 maravedís anuales en la «posada» de Sevilla donde ella vivía. Juan Ponce intentó vender en abril de 1362 su señorío de Bornos, aunque éste fue heredado por su hermano y permaneció en manos de su familia hasta que la viuda de Pedro Ponce, Sancha de Haro, lo vendió en 1387 por 2.000 doblas a los regidores de Sevilla Alfonso Fernández Marmolejo y Martín Fernández Cerón.
En 1367 el conde Enrique de Trastámara, que se hallaba en guerra con su hermanastro, Pedro I de Castilla, envió a Sevilla a Gonzalo Mejía, maestre de la Orden de Santiago, con poderes para negociar en su nombre con sus partidarios en la ciudad, aunque a los pocos meses dicho maestre se vio obligado a abandonarla, acompañado por Juan Alonso Pérez de Guzmán, señor de Sanlúcar de Barrameda, por Alonso Pérez de Guzmán, señor de Gibraleón y alguacil mayor de Sevilla, y por Pedro Ponce de León, hermano menor de Juan Ponce, aunque este último permaneció en Sevilla junto con el almirante Egidio Boccanegra.
Tras su victoria en la batalla de Nájera, el rey Pedro I de Castilla confiscó los bienes de muchos de los partidarios de su hermanastro Enrique y ejecutó a algunos de ellos en Toledo, Córdoba y Sevilla. Y en esta última ciudad fueron apresados Juan Ponce de León, el almirante Egidio Boccanegra y otros partidarios de Enrique de Trastámara, y todos ellos fueron ejecutados públicamente en la plaza de San Francisco de Sevilla en 1367. Y aunque el hermano menor de Juan, Pedro Ponce de León asumió tras su ejecución la jefatura de la familia, todos los señoríos de la misma, incluyendo el de Marchena, fueron confiscados por el rey. Y en 1368, un año después de la ejecución de Juan Ponce de León, Marchena y sus tierras fueron saqueadas por el rey Muhammed V de Granada, aliado del rey Pedro I de Castilla, que también derribó los muros de la villa.

## Sepultura
Después de su ejecución, el cadáver de Juan Ponce de León recibió sepultura como reo de lesa majestad en la capilla de los Mejías del desaparecido monasterio de San Francisco de Sevilla, que fue saqueado, profanado e incendiado por las tropas francesas durante la Guerra de la Independencia Española y, posteriormente, demolido en el año 1841.
| Predecesor: Pedro Ponce de León el Viejo | Señor de Marchena 1352 - 1367 | Sucesor: Pedro Ponce de León |